# Stictoptera plumbeotincta
Stictoptera plumbeotincta là một loài bướm đêm trong họ Noctuidae.